# سيتس
خوسيه مانويل سواريز ريفاس (18 فبراير 1974)، المعروف باسم سيتيس، هو لاعب كرة قدم إسباني سابق لعب كظهير أيسر. بدأ حياته المهنية مع ريال أوفييدو، وظهر في 194 مباراة في الدوري الأسباني على مدى عشرة مواسم، وكان أغلب مبارياته مع راسينغ سانتاندير.

## المسيرة الدولية
مثل إسبانيا في دورة الألعاب الأولمبية الصيفية لعام 1996، وظهر مرة واحدة في الدور ربع النهائي.

## روابط خارجية
- سيتس على موقع الاتحاد الدولي (مؤرشف)  (الإنجليزية)
- سيتس على موقع قاعدة بيانات كرة القدم.إي يو (الإنجليزية)
- سيتس على موقع أوليمبيديا (الإنجليزية)